# Machault (Seine-et-Marne)
Machault település Franciaországban, Seine-et-Marne megyében. Lakosainak száma 790 fő (2022. január 1.). Machault Le Châtelet-en-Brie, Vernou-la-Celle-sur-Seine, Pamfou, Valence-en-Brie, Champagne-sur-Seine, Féricy és Héricy községekkel határos.

## Népesség
A település népességének változása:
| Lakosok száma | 771  | 788  | 792  | 783  | 781  | 779  | 785  | 786  | 790  |
|               | 2013 | 2015 | 2016 | 2017 | 2018 | 2019 | 2020 | 2021 | 2022 |